# Gippsland Falcons SC
Gippsland Falcons SC var en fotbollsklubb från Morwell i Australien. Klubben hette även Morwell Falcons SC och Eastern Pride SC. Klubben spelade tidigare i den numera nerlagda nationella australiska proffsligan National Soccer League (NSL) mellan 1992 och 2001. Efter säsongen 2000/2001 så lades klubben ner.